# Leandro Damião
Leandro Damião da Silva dos Santos (sinh ngày 22 tháng 7 năm 1989), thường được gọi là Leandro Damião, là một cầu thủ bóng đá Brasil, chơi ở vị trí Tiền đạo cho câu lạc bộ Kawasaki Frontale. Anh đã được thi đấu cho Đội tuyển bóng đá quốc gia Brasil vào năm 2011 đến năm 2013 khi đó anh mới 21 tuổi.

## Sự nghiệp

### Internacional
Damião bắt đầu sự nghiệp của mình là một tiền đạo, chơi cho các đội địa phương trong Jardim Alegre. Anh đã thử nghiệm không thành công với XV de Outubro và Atlético Ibirama trước khi gia nhập Atlético Tubarão. "Khi tôi đến Ibirama rất nhiều người nói rằng tôkhông đủ chất lượng là một tiền đạo tốt," anh nói. "Tôi đã có nhiều vấn đề phải đối mặt và tôi gần như đã từ bỏ bóng đá để đi và giúp đỡ gia đình của tôi.". Sau khi ghi được tám bàn thắng cho giảiSanta Catarina state championship Damião chuyển đến chơi cho Internacional nơi anh giành được ba danh hiệu. Anh ghi hai bàn trong lần đầu tiên Campeonato Gaucho của mình và sau đó đã được gọi lên đội đầu tiên cho chiến dịch Copa Libertadores 2010 của họ. Damião giành danh hiệu lớn đầu tiên của mình trong tháng 8 năm 2010 khi anh đã giúp Internacional đánh bại Guadalajara trong trận chung kết Copa Libertadores. Anh ghi bàn thắng thứ hai của câu lạc bộ trong chiến thắng chặng thứ hai của họ ở Porto Alegre để giành chiến thắng các đối thủ cạnh tranh 5-3.

## Sự nghiệp quốc tế
Anh đã được trao cơ hội đầu tiên của mình là được gọi lên đội tuyển quốc gia Brasil tháng 3 năm 2011 cho trận giao hữu với Scotland sau khi Alexandre Pato rút khỏi đội hình do chấn thương. "Tôi đang tận dụng lợi thế của các trường hợp để triệu tập một cầu thủ đã chơi tốt với Internacional và đủ trẻ để chơi ở Thế vận hội", HLV trưởng Mano Menezes nói. Damião ghi bàn thắng đầu tiên cho Brasil trong chiến thắng giao hữu 1-0 trước Ghana vào ngày 5 tháng 9 tại Craven Cottage từ băng ghế dự bị.
Sau kỳ Confed Cup 2013 thành công liên tiếp lần thứ tư của đội tuyển Brasil, Damião chia tay đội tuyển quốc gia chỉ sau 2 năm gắn bó, tổng cộng anh đã thi đấu 17 trận và ghi được 3 bàn thắng.

## Thống kê sự nghiệp

### Câu lạc bộ
Tính đến 14 tháng 7 năm 2019.
| Câu lạc bộ        | Mùa giải  | Brasileirão | Brasileirão | Copa do Brasil | Copa do Brasil | Copa Libertadores | Copa Libertadores | Mùa giải liên bang | Mùa giải liên bang | Khác | Khác | Tổng cộng | Tổng cộng |
| Câu lạc bộ        | Mùa giải  | Trận        | Bàn         | Trận           | Bàn            | Trận              | Bàn               | Trận               | Bàn                | Trận | Bàn  | Trận      | Bàn       |
| ----------------- | --------- | ----------- | ----------- | -------------- | -------------- | ----------------- | ----------------- | ------------------ | ------------------ | ---- | ---- | --------- | --------- |
| Internacional     | 2010      | 25          | 7           | —              | —              | 1                 | 1                 | 8                  | 4                  | 1    | 0    | 35        | 12        |
| Internacional     | 2011      | 28          | 14          | —              | —              | 8                 | 4                 | 13                 | 17                 | 2    | 3    | 51        | 38        |
| Internacional     | 2012      | 19          | 7           | —              | —              | 10                | 6                 | 14                 | 11                 | —    | —    | 43        | 24        |
| Internacional     | 2013      | 26          | 5           | 5              | 0              | —                 | —                 | 17                 | 8                  | —    | —    | 48        | 13        |
| Internacional     | Tổng cộng | 98          | 33          | 5              | 0              | 19                | 11                | 52                 | 40                 | 3    | 3    | 177       | 87        |
| Santos            | 2014      | 26          | 6           | 5              | 0              | —                 | —                 | 13                 | 5                  | —    | —    | 44        | 11        |
| Cruzeiro          | 2015      | 23          | 4           | 2              | 1              | 9                 | 4                 | 12                 | 9                  | —    | —    | 46        | 18        |
| Real Betis        | 2015–16   | 3           | 0           | —              | —              | —                 | —                 | —                  | —                  | —    | —    | 3         | 0         |
| Flamengo          | 2016      | 15          | 2           | —              | —              | 1                 | 0                 | —                  | —                  | —    | —    | 16        | 2         |
| Flamengo          | 2017      | 7           | 3           | 2              | 0              | 3                 | 1                 | 10                 | 4                  | 1    | 0    | 23        | 8         |
| Flamengo          | Tổng cộng | 22          | 5           | 2              | 0              | 4                 | 1                 | 10                 | 4                  | 1    | 0    | 39        | 10        |
| Internacional     | 2017      | 17          | 8           | —              | —              | —                 | —                 | —                  | —                  | —    | —    | 17        | 8         |
| Internacional     | 2018      | 14          | 3           | —              | —              | 2                 | 1                 | 4                  | 0                  | —    | —    | 20        | 4         |
| Internacional     | Tổng cộng | 31          | 11          | —              | —              | 2                 | 1                 | 4                  | 0                  | —    | —    | 37        | 12        |
| Kawasaki Frontale | 2019      | 11          | 5           | —              | —              | —                 | —                 | 2                  | 0                  | 1    | 1    | 14        | 6         |
| Tổng cộng         | Tổng cộng | 214         | 64          | 14             | 1              | 36                | 17                | 91                 | 58                 | 5    | 4    | 360       | 144       |

### Đội tuyển quốc gia
Tính đến ngày 2 tháng 6 năm 2013.
| Đội tuyển quốc gia | Năm       | Trận | Bàn |
| ------------------ | --------- | ---- | --- |
| Brasil             | 2011      | 4    | 1   |
| Brasil             | 2012      | 10   | 1   |
| Brasil             | 2013      | 3    | 1   |
| Tổng cộng          | Tổng cộng | 17   | 3   |

### Bàn thắng quốc tế
| #  | Ngày       | Địa điểm                                                  | Đối thủ   | Bàn thắng | Kết quả | Giải đấu |
| -- | ---------- | --------------------------------------------------------- | --------- | --------- | ------- | -------- |
| 1. | 05-09-2011 | Craven Cottage, Luân Đôn, Anh                             | Ghana     | 1–0       | 1–0     | Giao hữu |
| 2. | 15-08-2015 | Sân vận động Råsunda, Solna, Thụy Điển                    | Thụy Điển | 1–0       | 3–0     | Giao hữu |
| 3. | 06-04-2013 | Sân vận động Ramón Tahuichi Aguilera, Santa Cruz, Bolivia | Bolivia   | 1–0       | 4–0     | Giao hữu |

## Danh hiệu

### Internacional
- Copa Libertadores: 2010
- Campeonato Gaúcho: 2011
- Recopa Sudamericana: 2011